# Littorina irrorata
Littorina irrorata är en snäckart som först beskrevs av Thomas Say 1822.  Littorina irrorata ingår i släktet Littorina och familjen strandsnäckor. Inga underarter finns listade i Catalogue of Life.

## Bildgalleri

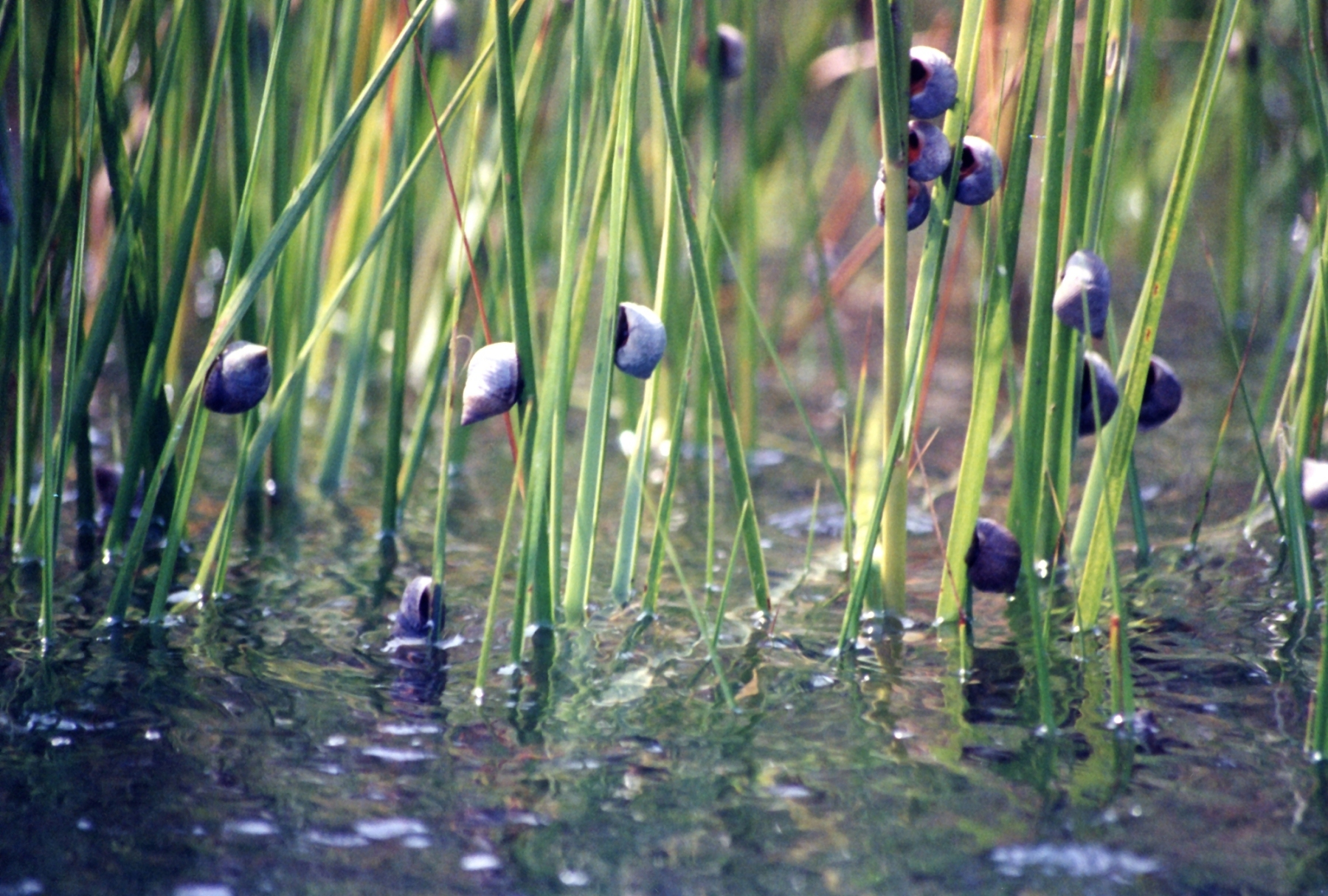